# Музей естественной истории имени Гасан-бека Зардаби
Музей естественной истории имени Гасан-бека Зардаби (азерб. Həsən bəy Zərdabi adına Təbiət Tarixi Muzeyi) — исторический музей основанный в 1930 году. Назван в честь Гасан бека Зардаби азербайджанского журналиста и интеллектуала, просветителя, публициста, педагога, автора ряда научных трудов, посвященных проблемам дарвинизма, возникновения жизни на Земле и экологии.
Музей функционирует под эгидой Института геологии и геофизики Азербайджана.
Директором музея является доктор философии по биологии — Тариэль Эйбатов.

## История
Первоначально Музей функционировал как краеведческий педагогический кружок в 1920 году. Сам музей естественной истории был основан в 1930 году. Базой для музея послужил отдел биологии Государственного музея Азербайджанской ССР.
В 1945 году музей был включён в состав Института геологии Академии Наук Азербайджанской ССР. С 1944 года учреждение получило имя Гасан бека Зардаби.
В годы существования Азербайджанской Советской Социалистической Республики развитие получила также и административно-управленческая система музеев страны.
Зимой 1980 года было принято решение о создании Управления музеями и Научно-методического отдела по работе музеев при Министерстве культуры СССР. Проводился контроль музейной сети страны.
Позже, был основан Научно-реставрационный центр для проведения реконструкции и реставрации музеев республики. Данные учреждения функционируют и по сей день.
В январе 2014 года было принято решение об утверждения Положения Национального Музея естественной истории Азербайджанской Республики. Согласно Положению, планируется создание Национального Музея при Национальной Академии Наук Азербайджанской Республики.

## Отделы
В музее есть два отдела: геологический и зоологический отделы.
В геологическом отделе выставлена информация о геологическом и тектоническом строении Азербайджанской Республики, карты и диаграммы, полезные ископаемые (кобальт, гипс, соли, кварц, пирит, барит, молибден, кальцит), образцы осадочных каменных пород.
В зоологическом отделении представлены многочисленные скелеты скелеты, чучела, тела современных и древних беспозвоночных (губки, кишечнополостные, иглокожие, мягкотелые, членистоногие и т. д.) и позвоночных (земноводные, пресмыкающиеся, рыбы, птицы, млекопитающие) животных, а также картины, содержащие информацию о флоре Азербайджана. Самый старый экспонат — это зубы ихтиозавра с мелового периода, более 120.

## Экспозиция

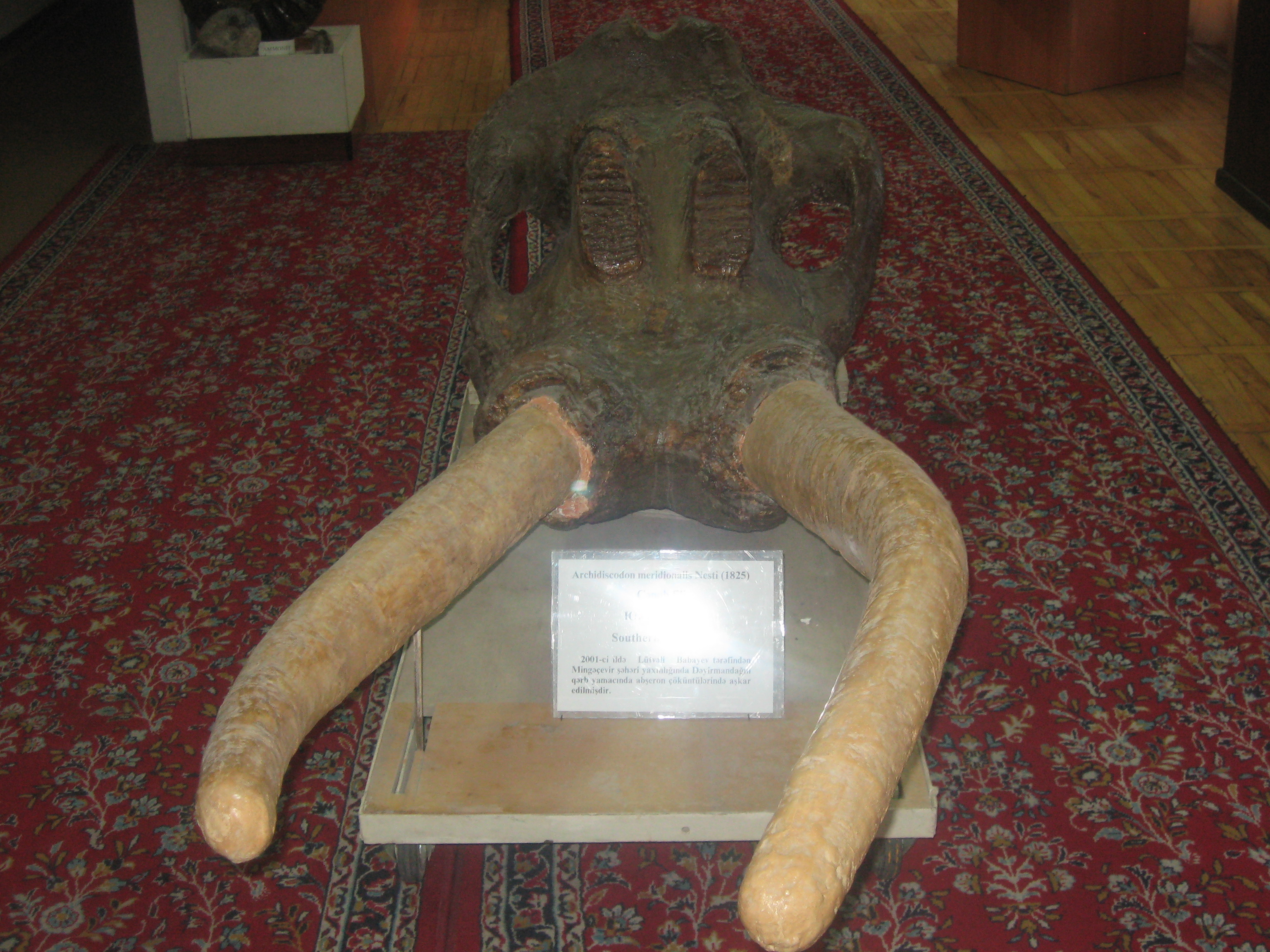
Челюсть южного слона (Archiodiscodon meridionalis Nesti), обнаруженная в Мингячевире

Научные исследования Естественно-исторического музея развивались в нескольких направлениях, в основном на палеонтологических объектах.
В музее представлены Бинагадинская, Перекешкюльская, Эльдарская гиппарионовая, Мингечевирская и др. коллекции, которые относятся к Четвёртому периоду.
Научные исследования, проводимые в учреждении, охватывают такие сферы, как систематика, морфология, эволюция, экология эндемичных животных. Важное значение имеет проведение сравнительного анализа современных позвоночных животных с ископаемыми.
Основные исследования сосредоточены на изучении Бинагадийских четвертичных и Эльдарских позднесарматских гиппарионовых фаун многочисленных мест первобытных людей, а также Азыхская пещера и другие. В коллекции четвертичной фауны Бинагадинского насчитывается 41 вид млекопитающих, 110 видов птиц, 2 - рептилий, 1 - амфибий, 107 насекомых и 22 вида растений.
Среди них — почти полные окаменелые скелеты лошадей, оленей, джейран и сайгаки, которые больше не живут на территории Азербайджана.
На протяжении 1975—1986 годов проводились археологические, геоморфологические, палеонтологические, хроностратиграфические исследования Азыхской пещеры. Здесь были обнаружены останки млекопитающих таких видов, как насекомоядные, зайцеобразные, рукокрылые, парнокопытные-хищники, грызуны.
Большая часть экспонатов была привезена в музей первым директором учреждения — Рагимбеком Джафаровым.
Эльдарская фауна состоит из 23 представителей различных видов позвоночных животных. Кроме того, в музее также есть два типа гиппарионов (млекопитающие семейства лошадей), Сарматский кит и нижняя челюсть мастодонта.
Более 20 чучел животных, занесённых в Красную книгу, занесены в Золотой Фонд музея.
В данном учреждении до сих пор хранятся рукописи, а также личные вещи Гасан бека Зардаби и членов его семьи. Особый интерес представляет сохранённая часть переписка Зардаби с русским писателем — Львом Толстым.
В музее также представлены верхняя челюсть, зубы и бивни южного слона, которые жили на территории Азербайджана 600 000 лет назад и были обнаружены в Мингячевире в 2001 году. В коллекцию музея эти находки были добавлены в 2008 году.
В 2006—2007 годах азербайджанскими исследователями по инициативе руководства Естественного исторического музея имени Г. Зардаби проводился учёт численности тюленей.